# 峨眉齿蟾
峨眉齿蟾（学名：Oreolalax omeimontis）为锄足蟾科齿蟾属的两栖动物，是中国的特有物种。分布于四川等地，多栖息于山溪附近。其生存的海拔为2000米。该物种的模式产地在四川峨眉山。其种加词“omeimontis”意为“四川峨眉山的”。

## 保护
本种于2023年被收录入《有重要生态、科学、社会价值的陆生野生动物名录》。